# Château de Guillaumes
Ne doit pas être confondu avec Château-Guillaume.
Le château de Guillaumes, dit « château de la Reine Jeanne », est situé à Guillaumes (département des Alpes-Maritimes). Construit au XIIIe siècle, il a été complété par Vauban au XVIIe siècle. Il a fait l’objet d’importantes opérations de restauration entre 2019 et 2025.

## Situation
Occupant le sommet d'un piton rocheux escarpé à 875 mètres d'altitude, le château surplombe au nord d'un peu moins de 100 mètres le village de Guillaumes établi à son pied à la confluence du Var et du Tuébi.
Une route en lacets de la fin du XIXe siècle monte au flanc du rocher à partir de la vallée ; elle remplace l'ancien chemin d'accès au château.

## Historique

### Moyen Âge
Le château de Guillaumes, « castrum de Guillelme », a été construit dans les années 1233 – 1235, vraisemblablement sur ordre du dernier comte de Provence catalan, Raimond-Bérenger V.
À l’origine le château n’est constitué que d'un donjon quadrangulaire.  Dans la seconde moitié du XIVe siècle un logis central lui est accolé. 
La Dédition de Nice à la Savoie s’effectue en 1388. Guillaumes choisit de rester fidèle au comte de Provence. 
La dernière construction médiévale est une tour circulaire à l’extrémité nord du logis central du château.
La Provence est rattachée au royaume de France en 1481 et Guillaumes devient une enclave française dans les états du duc de Savoie. Le château a donc un intérêt stratégique majeur.

### Époque moderne
Au XVIe siècle  le château fait l’objet de plusieurs restaurations : 
En 1571 les consuls et la communauté de Guillaumes jugent indispensable de restaurer le château qui paraît être dans un état de délabrement avancé. À la fin de l'été 1578, la tour carrée du château menace ruine par un angle qui doit être détruit ; elle est restaurée en 1592.
Tous ces travaux sont à la charge des habitants de Guillaumes bien que le château soit une place royale.
Entre 1693 et 1700 Vauban vient renforcer l’axe de défense « Entrevaux-Guillaumes-Colmars ». Il renonce à démolir le logis central du château, pourtant peu adapté à la guerre moderne, mais il renforce la fortification en ajoutant devant le château un bâtiment bas constitué de deux bastions reliés par une courtine, un « cornichon » selon le terme de l’époque.
En 1734, des ingénieurs militaires visitent les fortifications du Sud-Est de la France et passent par Guillaumes. Ils jugent la place inattaquable. Ils la décrivent dans leur rapport :
« Les casernes du château peuvent contenir 400 soldats et leurs officiers. Tout le basétage [sic] est un souterrain voûté à l’épreuve des bombes. »
En 1748, après le traité d’Aix-la-Chapelle, Louis XV réduit la garnison de Guillaumes à deux compagnies d’invalides, puis à une seule. 
Guillaumes est cédée par la France au roi de Piémont-Sardaigne en 1760 par le traité de Turin. Le château est démantelé malgré la révolte des habitants de Guillaumes. Le bâtiment construit par Vauban est détruit à l'explosif. Le château antérieur est conservé.

### XIXesiècle-XXesiècle

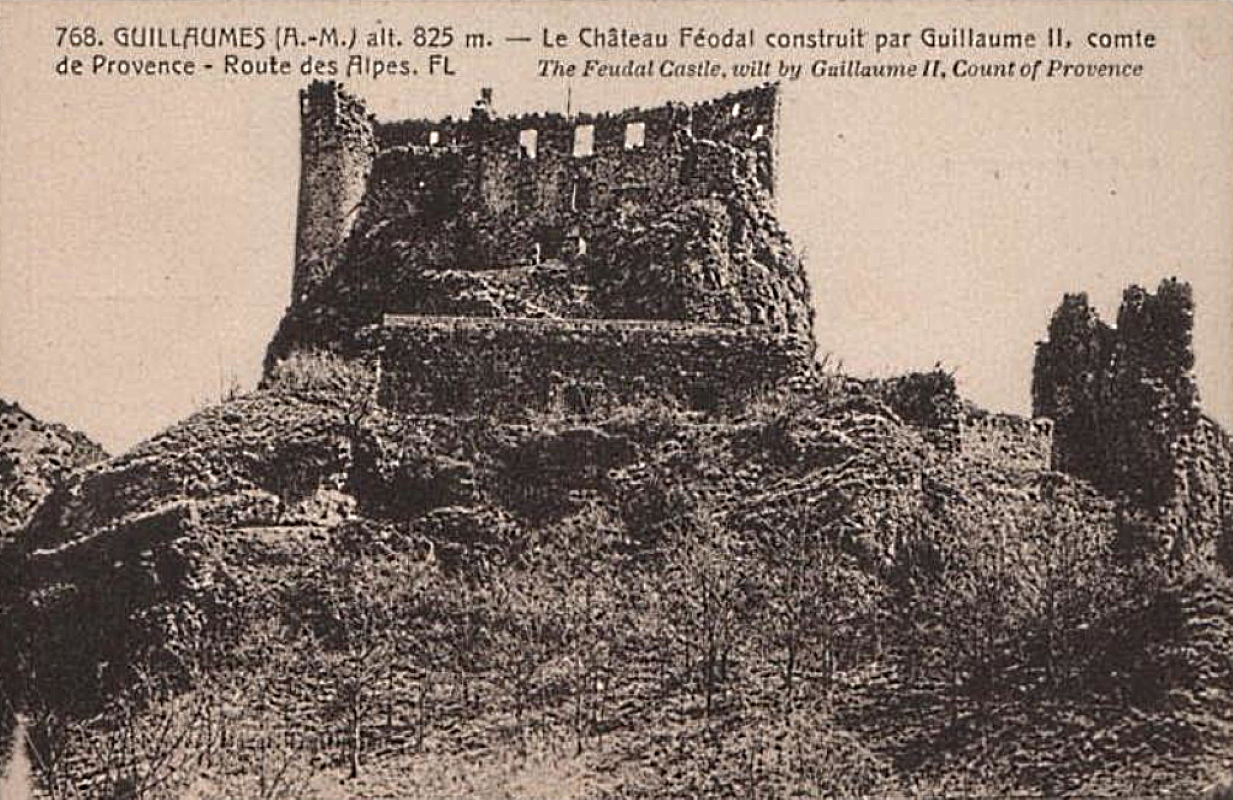
Carte postale ancienne

Le donjon tombe en ruines sans doute vers la fin du XVIIIe siècle  ou au début du XIXe siècle. Les pierres du temps de Vauban sont pillées par les récupérateurs de matériaux. La ruine du château, plusieurs fois touché par la foudre, s'aggrave petit à petit après 1900.
Le site a été classé par arrêté du 4 novembre 1931 : «Les ruines du Château de Guillaumes (Alpes-Maritimes) et la parcelle boisée qui l’avoisine, inscrites au plan cadastral de la commune de Guillaumes sous les N° 134p et 135 (section E) sont classées parmi les sites et monuments naturels de caractère artistique, historique, scientifique, légendaire ou pittoresque».
Vers 1990 un chantier de consolidation et restauration associatif (logis et tour quadrangulaire) a sauvé le château d'une ruine consommée mais n’a pu faire qu’un travail provisoire.

## Restauration du château

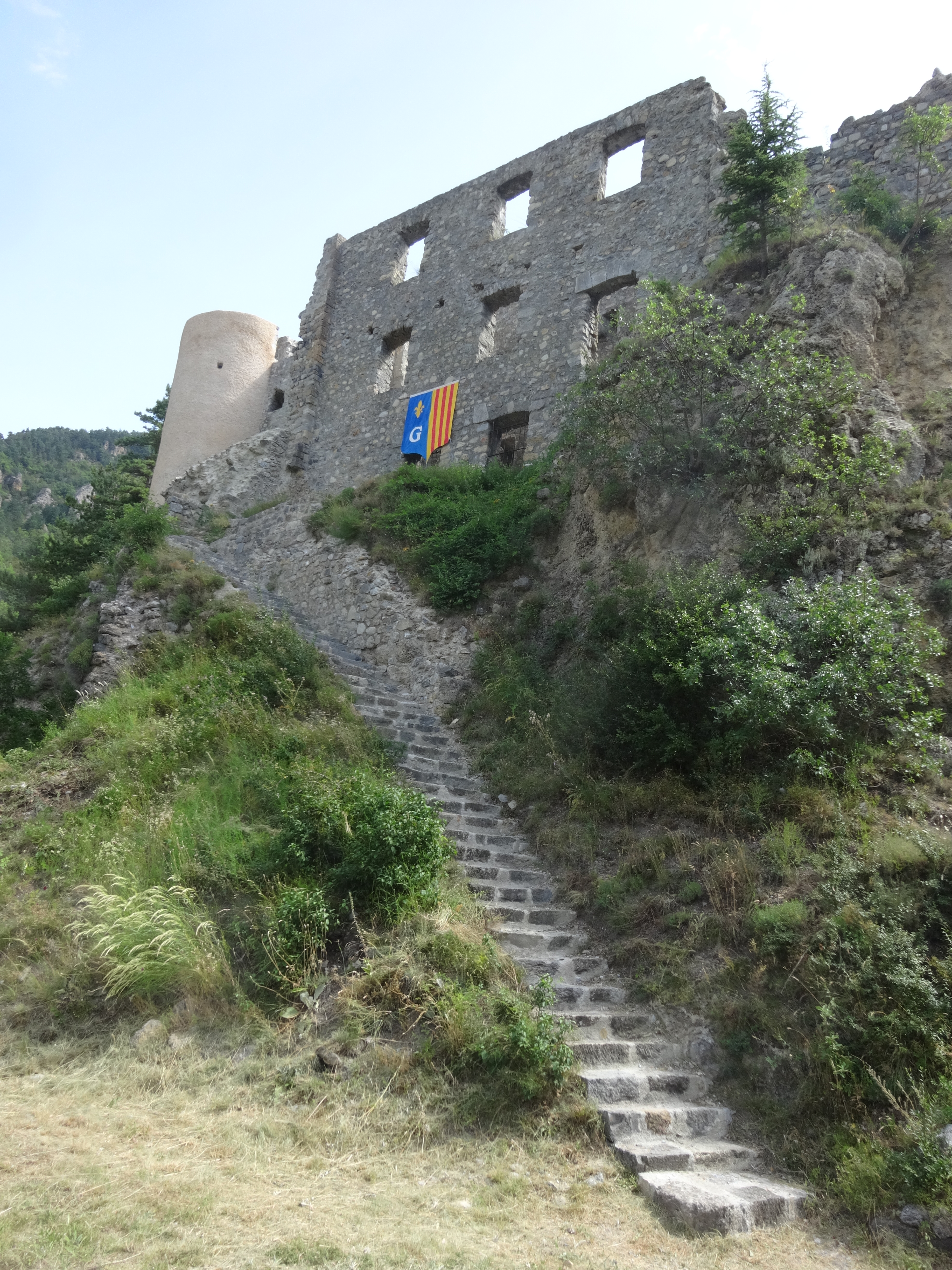
Accès au château

### Études préalables
La municipalité de Guillaumes, propriétaire du château, a fait réaliser plusieurs études de l’état du château au début du XXIe siècle :
En 2003, Catherine et Jean-Claude Poteur, archéologues, effectuent une première étude qui fait l’objet d’une publication (voir en référence).
En 2004 une étude préalable aux travaux de restauration est réalisée par Agnès Sourd-Tanzi, architecte du patrimoine.
En juillet 2011 Agnès Sourd-Tanzi établit un programme de travaux urgents nécessaires à la remise en l’état de l’ensemble des ouvrages, et particulièrement de la tour dont la base se creuse et qui risque de s’effondrer.

### Travaux de restauration
La Municipalité, avec le concours de l’Association des Amis du Château de Guillaumes, a établi un programme ambitieux de restauration du château et de ses abords sur plusieurs tranches.
Elle a bénéficié pour cela du soutien du Ministère de la Culture, du Conseil régional de Provence-Alpes-Côte d'Azur et du Conseil départemental des Alpes-Maritimes. Elle a obtenu de la Mission Stéphane Bern d’être le seul site des Alpes-Maritimes à bénéficier des financements du premier Loto du patrimoine. La Fondation du patrimoine a lancé une souscription en complément.
Une première tranche de travaux a été réalisée en 2019. Elle a principalement permis de consolider la tour circulaire qui menaçait ruine. 
Des tranches ont suivi entre 2022 et 2025, avec en particulier la restitution du toit de la tour.

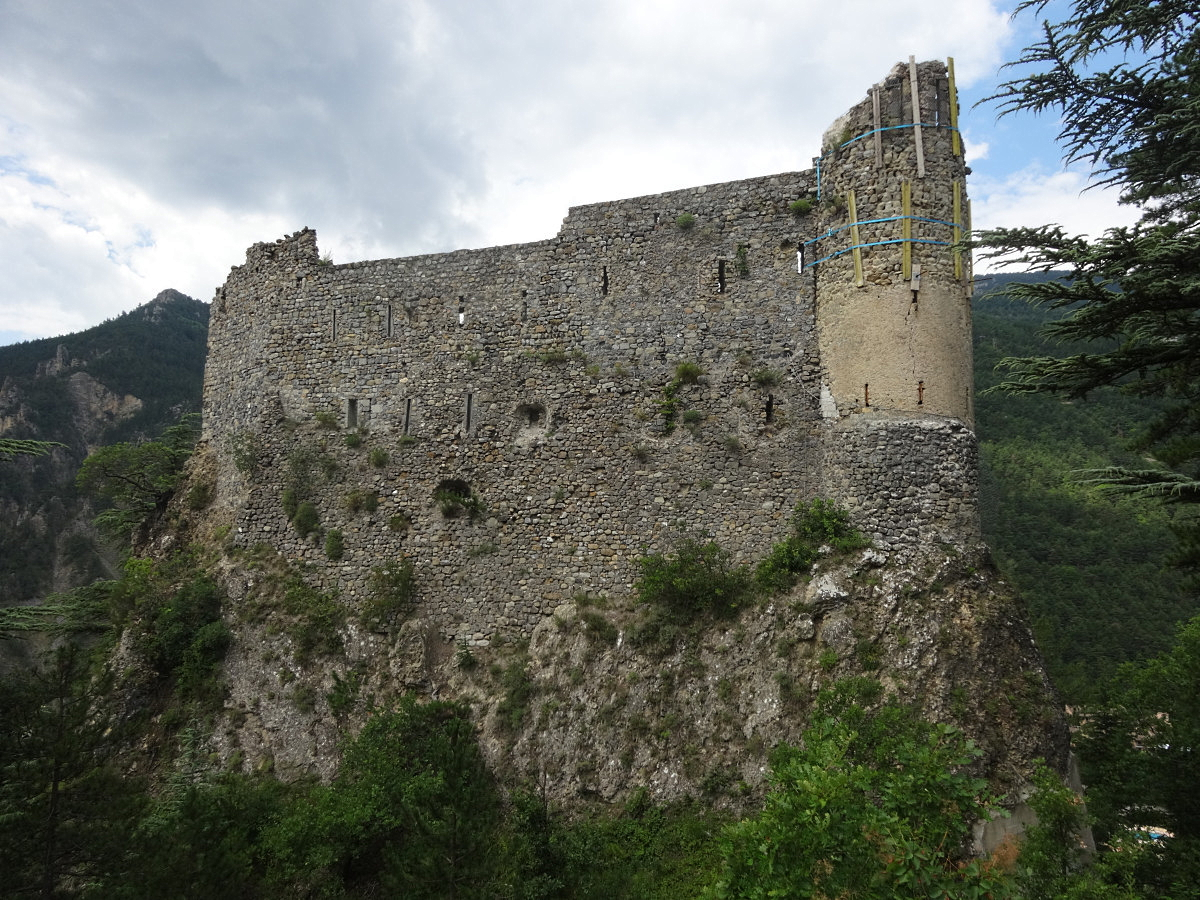
Façade du château en juillet 2020
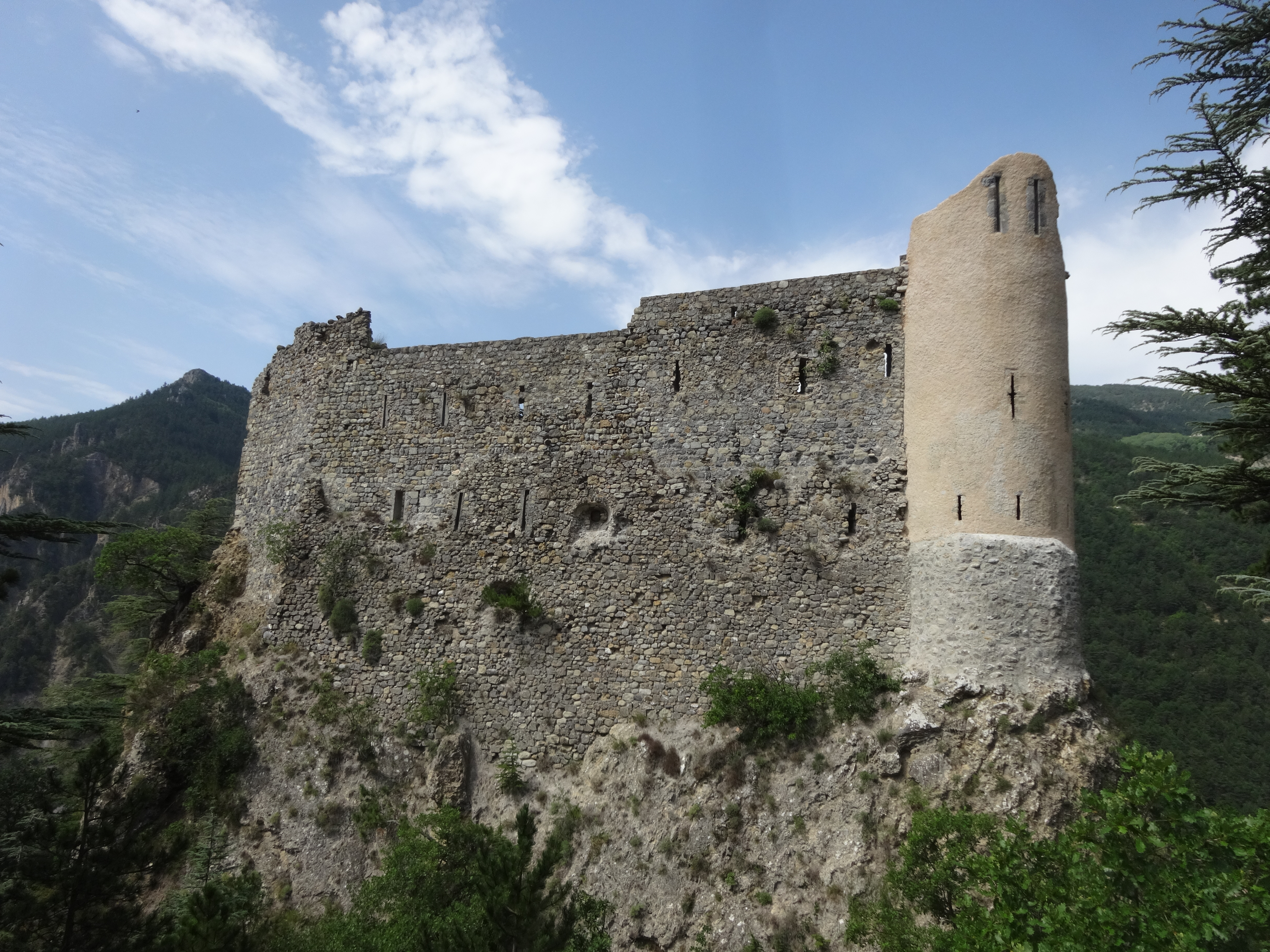
Façade du château en juillet 2023
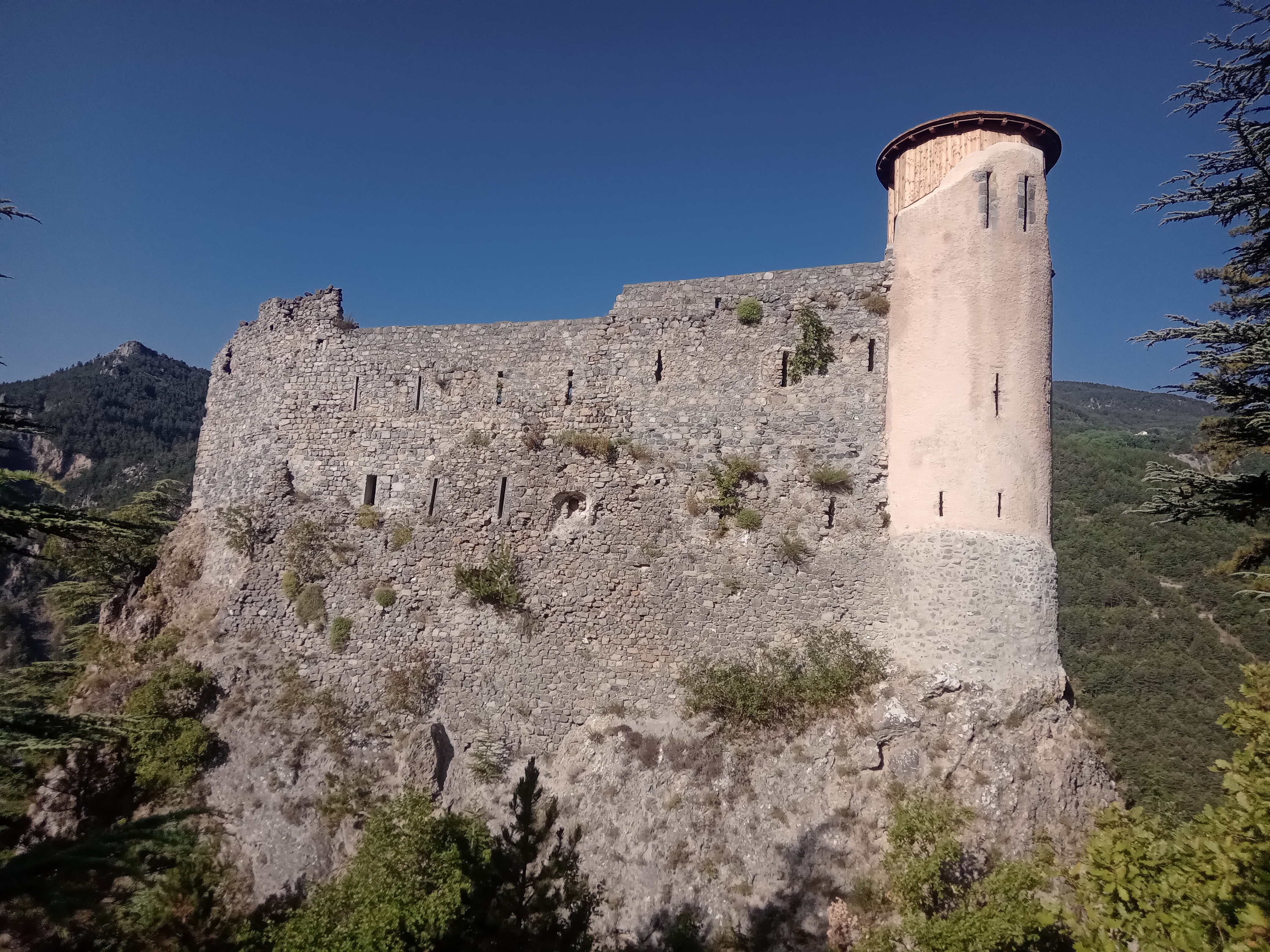
Façade du château en août 2025
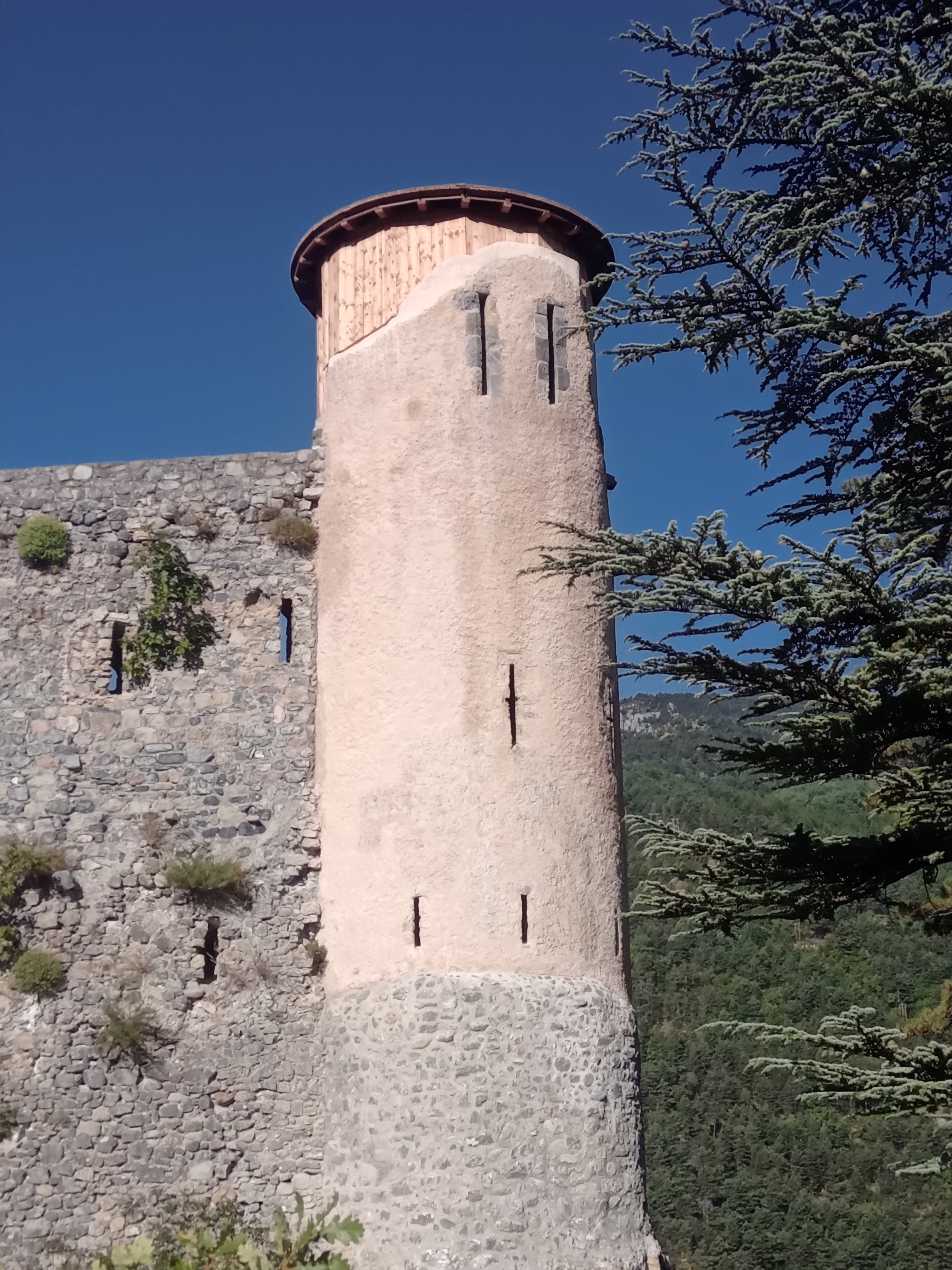
Tour du château en août 2025

## Réalité augmentée
Une application en réalité augmentée montre le château tel qu'il était avant la destruction du « cornichon » de Vauban en 1760.    
Sur huit points géolocalisés du château et du village, l’aspect ancien des sites est reconstitué avec une vision à 360°. 
L’application est téléchargeable sur smartphone ou utilisable sur des tablettes proposées par l’office de tourisme. 